# Menslage
Menslage er en kommune med knap 2.500 indbyggere (2013), beliggende i den nordlige del af Landkreis Osnabrück, i den tyske delstat Niedersachsen. Kommunen er en del af Samtgemeinde Artland hvis administration ligger i byen Quakenbrück.

## Geografi
Menslage lligger i den nordlige del af landskabet Artland ved overgangen til Oldenburger Münsterland. Floden Hase løber gennem kommunen fra øst mod vest, og er i den vestlige del af Menslage kanaliseret som Hahnenmoorkanal.

### Nabokommuner
Menslage grænser mod øst til Quakenbrück og Badbergen, mod syd til Nortrup, Kettenkamp, Eggermühlen og Berge, mod vest til Herzlake (Landkreis Emsland) og mod nord til Löningen og Essen (Oldenburg) (begge i Landkreis Cloppenburg).